# Colonia Solidaridad, Veracruz
Colonia Solidaridad är en ort i Mexiko.   Den ligger i kommunen Playa Vicente och delstaten Veracruz, i den sydöstra delen av landet, 400 km sydost om huvudstaden Mexico City. Colonia Solidaridad ligger 51 meter över havet och antalet invånare är 274.
Terrängen runt Colonia Solidaridad är platt. Runt Colonia Solidaridad är det ganska glesbefolkat, med 24 invånare per kvadratkilometer. Närmaste större samhälle är Playa Vicente, 1,2 km nordväst om Colonia Solidaridad. Omgivningarna runt Colonia Solidaridad är en mosaik av jordbruksmark och naturlig växtlighet.